# Mauricijská kuchyně

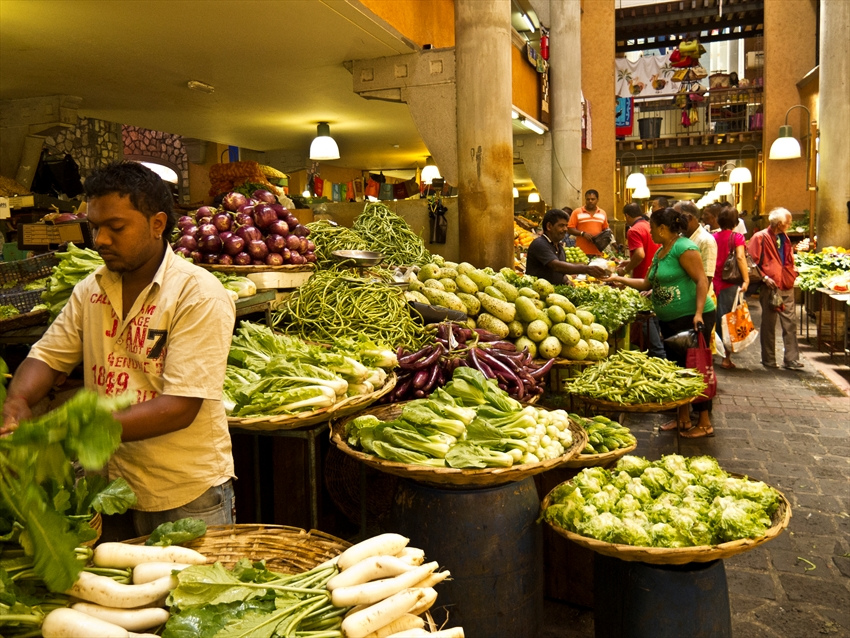
Tržnice ve městě Port Louis

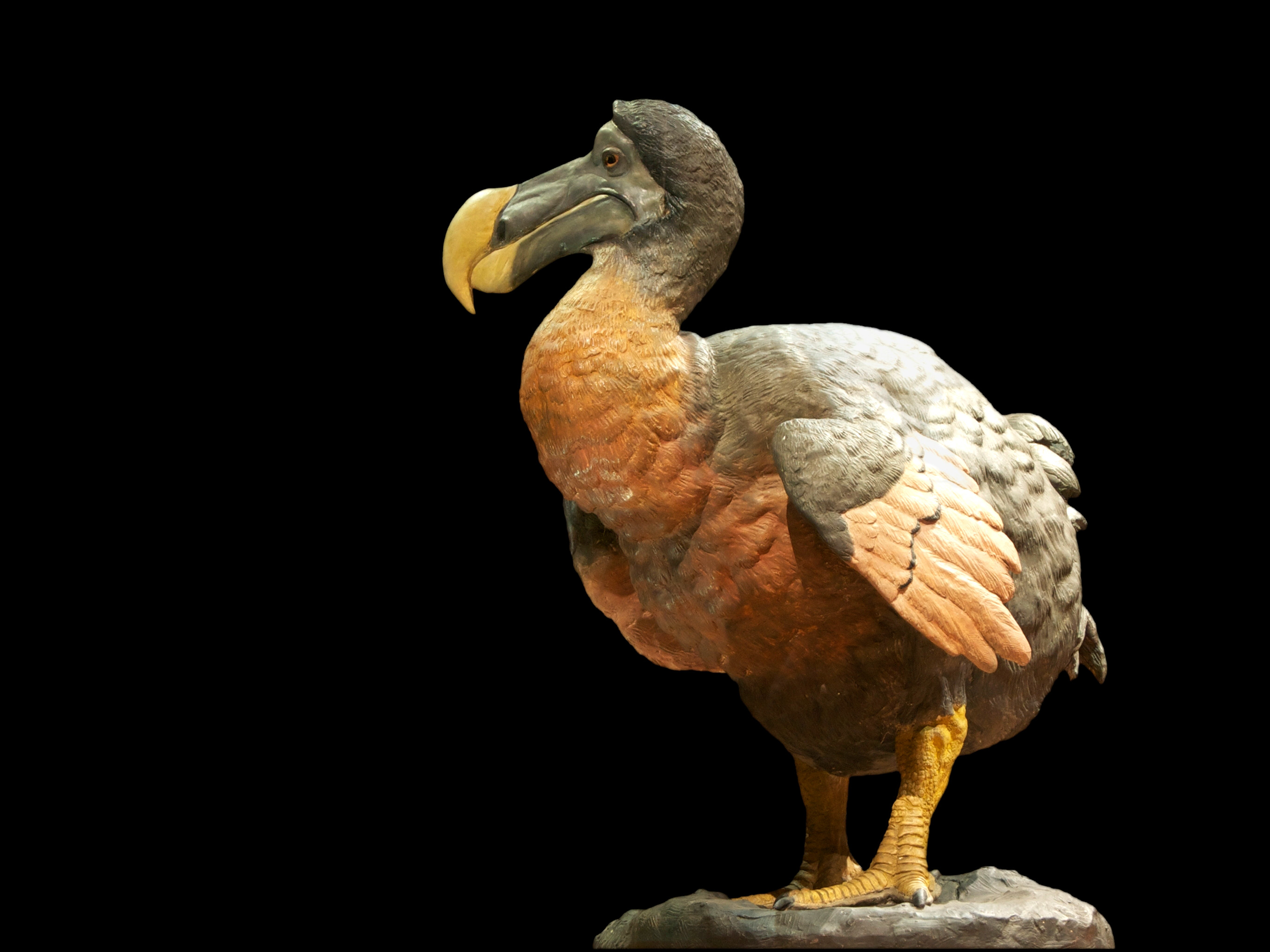
Model ptáka dodo

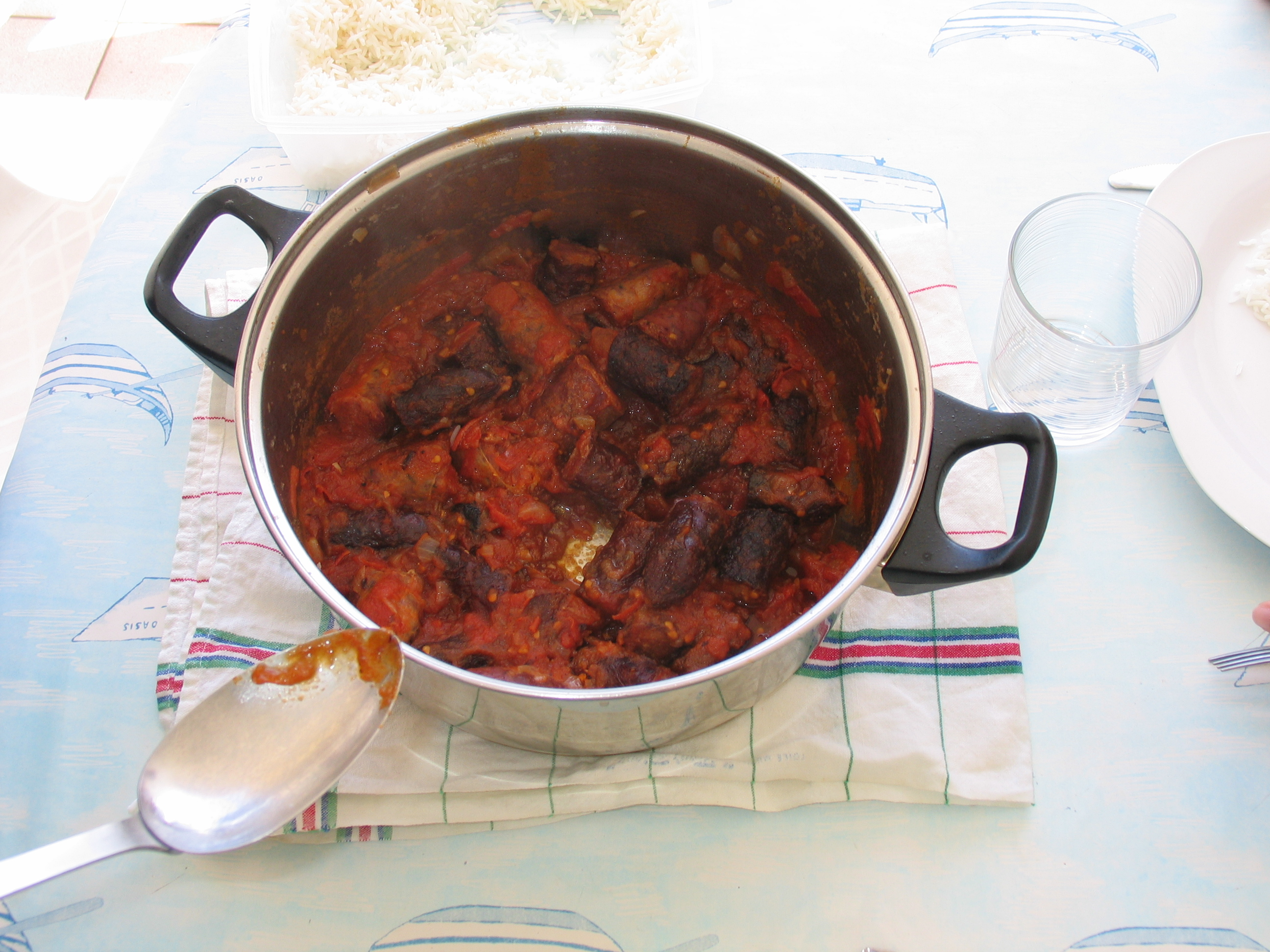
Rougaille

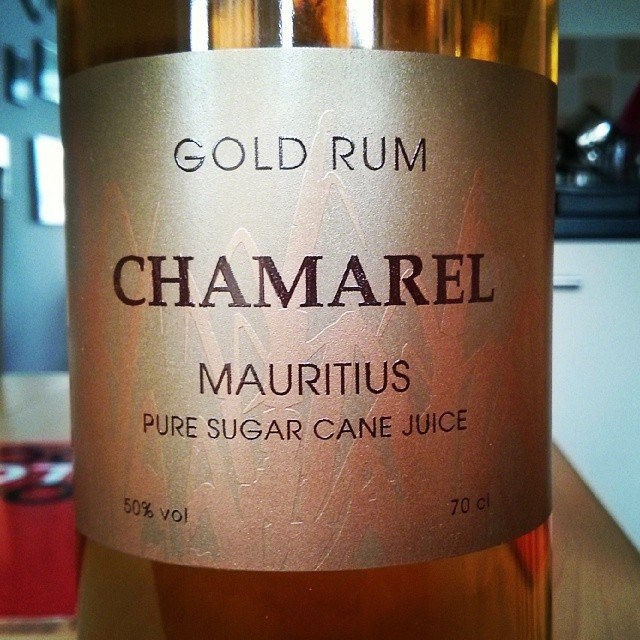
Mauricijský rum

Mauricijská kuchyně byla ovlivněna čínskou, indickou, francouzskou a anglickou kuchyní. Mnoho potravin se musí na Mauricius dovážet.
V 16. století bylo na Mauriciu velmi populární maso z ptáka dodo (též dronte mauricijský nebo blboun nejapný). Jednalo se o velkého nelétavého ptáka podobného holubovi, který neměl na ostrově přirozené predátory. Díky lovu a zavlečeným druhů zvířat poslední dodo zemřel v roce 1681.

## Příklady mauricijských pokrmů
Příklady mauricijských pokrmů:
- Roti, placky plněné různými druhy směsí
- Achard, nakládaná zelenina[3]
- Různá kari
- Bol renverse, pokrm jehož základem je vrstva rýže, na které je maso a zelenina. Celý pokrm je ještě přikryt omeletou.[4]
- Daube de poulet, smažené kuře dušené s cibulí, rajčaty a kořením
- Mazavaroo, chilli pasta podávaná téměř ke každému jídlu[5]
- Manioc goujons, chipsy z manioku
- Dholl puri, palačinky plněné rozmačkaným hrachem podávané s kari
- Gateau patat douce, sladké smažené pečivo z batátů (sladkých brambor), ochucené kokosem, kardamonem a cukrem
- Biryani, smažená rýžová směs
- Smažené nudle
- Rougaille, maso dušené v rajčatové omáčce[6]

## Příklady mauricijských nápojů
- Rum[1]
- Pivo[1]
- Alouda, nápoj z mléka a mandlí[7][1]